# Kościół św. Andrzeja Apostoła w Polnej
Kościół św. Andrzeja Apostoła w Polnej – zbudowany w XVI wieku drewniany, rzymskokatolicki kościół parafialny znajdujący się w Polnej, w Małopolsce, w powiecie nowosądecki, w gminie Grybów. Jest kościołem parafialnym parafii św. Andrzeja Apostoła w Polnej. Włączony do szlaku architektury drewnianej województwa małopolskiego.

## Historia
Drewniany kościół o cechach późnogotyckich z fundacji Gładyszów powstał około połowy XVI wieku, wzniesiony został w miejscu pierwotnego ufundowanego w 1297 r. przez Wizlansa Rittera z Melsztyna, jak wzmiankuje w Liber beneficiorum Jan Długosz: „Villa habens in se ecclesiam parochialem, Sancto Andreae dicatam...”. Przebudowany w połowie XIX stulecia (1820 r.) staraniem ówczesnej właścicielki wsi Tekli Stadnickiej, przez przedłużenie nawy frontowej od strony zachodniej (kosztem likwidacji wieży) oraz dobudowano dwie kruchty. 
W wizytacji Jana Januszewskiego z roku 1607 pisze: „...kościół drewniany... był malowany - na jednej stronie miał malowaną historię kościoła i sceny Męki Pańskiej na drugiej Sąd Ostateczny”. Potwierdza to wizytacja Piotra Tylickiego z roku 1608, która mówi o malowidłach ściennych przedstawiających Mękę Zbawiciela, a także nieistniejącą dziś scenę Sądu Ostatecznego, która najprawdopodobniej zajmowała ścianę północną nawy: „Historiis ecclesiasticis, Passione Christi et Judicio”. W tęczy, która była wówczas ostrołukowa lub półkolista z belką i Ukrzyżowanym była przedstawiona Męka Pańska. W głównym ołtarzu znajdował się obraz Matki Boskiej oraz św. Andrzeja i św. Wojciecha (prawdopodobnie był to tryptyk, którego skrzydła zostały zabrane do muzeum we Lwowie). Po lewej stronie ołtarza znajdowało się drewniane, piramidalne i polichromowane sakramentarium z przedstawieniem pelikana w zwieńczeniu. Dwa ołtarze boczne przedstawiały: w jednym figurę „starożytną” Matki Bożej, w drugim „structura picta” (tryptyk) ze św. Mikołajem i św. Marcinem. Późniejsze wizytacje mówią o nowych ołtarzach bocznych: św. Tekli oraz św. Ignacego. 
Wizytacje (XVII i XVIII w.) wymieniają dosyć bogaty skarbiec poleńskiego kościoła, m.in. korony srebrne na obrazie „Beatissima” w wielkim ołtarzu, ilość różnych wotów (m.in. „...wotum takie nie wielkie, ...srebrne małe, lubków (lub łubków) dwa, zausznic para...”). Ponadto wymienione są również: monstrancja, kielichy, lichtarze, kilkanaście ornatów haftowanych („acupictae”), kapy, obrusy, srebrny krzyż, chorągwie, trybularz mosiężny, żelazo do pieczenia opłatków, dzwonki i inne parametry liturgiczne. Wizytacja z roku 1766 przeprowadzona z polecenia bpa Kajetana Sołtyka podaje wśród wielu informacji, iż kościół (skarbiec) jest okradany przez złodziei.
Część wyposażenia kościoła końcem XIX w. została zabrana do muzeum we Lwowie i Krakowie.

Kościół remontowany w latach 1966–68, a także od 1998 do około 2010 r.

## Architektura i wyposażenie
Kościół jest orientowany, konstrukcji zrębowej, dwudzielny, ze ścianami oszalowanymi pionowo. Nawę i prezbiterium nakrywa stromy miedziany dach nad starszą częścią kościoła wsparty na więźbie storczykowej typu gotyckiego, pierwotnie kryty gontem. W dachu barokowa wieżyczka - sygnaturka z latarnią zwieńczona stożkowym daszkiem. Okna tylko od strony południowej (nieistniejące za ołtarzem głównym); gotyckie okna uformowane w tzw. „ośli grzbiet”. Do nawy dobudowane kruchty. Do prezbiterium od północy przylega zakrystia. Wejście do zakrystii w formie późnogotyckiego portalu o analogicznym zamknięciu. 
Wewnątrz stropy płaskie z zakrzywieniami w nawie, empora (chór muzyczny) o falistej linii parapetu, wsparty na dwóch słupach. Arkada tęczowa zamknięta jest łukiem silnie spłaszczonym. W belce tęczowej krucyfiks z XVIII w., barokowy. W latach 60. XX wieku (1965–66) w prezbiterium kościoła została odkrtyta przez konserwatorów Zofię i Wojciecha Dziurawców polichromowana dekoracja pochodząca z XVI wieku. W prezbiterium polichromia fundowana prawdopodobnie przez Mikołaja Gładysza i jego żonę Elżbietę z Jordanów pochodzi z lat 1595–1607. Na stropie prezbiterium ornamentalne wzory patronowe, na ścianach – cykl 29 scen z Życia i Męki Chrystusa, apostołowie – święci Piotr i Paweł na tle renesansowych arkad – mają nadnaturalne rozmiary (stanowili prawdopodobnie tło dla ówczesnego sakramentarium) oraz klęczące postacie fundatorów (z herbami Gryf i Trąby). Na ścianie bocznej (nad drzwiami) znajduje się XVI-wieczna scena ścięcia św. Jana Chrzciciela. Zachowały się też fragmenty malowideł z XVIII w. o motywach architektonicznych.    

### Ołtarze
W ołtarzu głównym Matki Bożej (późnobarokowym z XVIII w.) z lekko wklęsłym retabulum cenny zabytkowy późnorenesansowy obraz Matki Bożej Wspomożenia Wiernych z Dzieciątkiem z końca XVI w. (wzmiankowany jako łaskami słynący), odkryty spod przemalówek w 1967 roku i poświęcony przez bpa tarnowskiego Jerzego Ablewicza, który nadał Matce Bożej Poleńskiej tytuł: Wspomożenie Wiernych (w 2004 poddany gruntownej konserwacji i renowacji razem z całym ołtarzem). W górnej kondygnacji barokowy obraz patrona parafii i kościoła – św. Andrzeja Apostoła z XVIII w. Na zasuwie obraz św. Józefa Oblubieńca NMP. W zwieńczeniu ołtarza rzeźbione popiersie Boga Ojca w promienistej glorii. 
Ołtarze boczne (dwa) późnobarokowe pochodzą z XVIII w. – lewy (z figurą) Serca Pana Jezusa, w zwieńczeniu obraz św. Małgorzaty (z połowy XVIII w.), na zasuwie współczesny obraz Jezus Ufam Tobie. Prawy ołtarz (z figurą) św. Antoniego Padewskiego, obraz Trójcy Przenajświętszej na zasuwie, ołtarz wieńczy obraz św. Kingi.

### Inne wyposażenie
Pozostałe wyposażenie kościoła to: ambona z wizerunkiem Niepokalanej, która pochodzi z XVIII w. natomiast renesansowa chrzcielnica w formie kielichowej i kamienna kropielnica z wieku XVI. W nawie kościoła stacje Drogi Krzyżowej oraz obraz bł. ks. Jana Balickiego (z 2002 r.); w bocznym ołtarzu Serca Jezusa umieszczone są w specjalnym relikwiarium relikwię bł. Jana Balickiego, który był wikariuszem w tej parafii. Parafia posiada także relikwię Krzyża świętego.

### Polichromia
W 1960 r. wojewódzki konserwator zabytków w Rzeszowie polecił wykonać badania kościoła. Za szalowanymi deskami znajdowały się 4 warstwy polichromii; pierwsza temperowa z XVI w. ostatnia architektoniczna z XVIII w. W prezbiterium odkryto polichromię z XVI w. natomiast w nawie ze względu na zły stan zakonserwowano polichromię z XVIII w. Zofia Śliwianka-Dziurawcowa (która razem z mężem odkryła i konserwowała polichromię) napisała relację z odkrycia i konserwacji renesansowej polichromii w Polnej. Polichromia ta pod względem treściowym i kompozycyjnym ma związek z polichromią w kościele w Przydonicy; polichromie są tak sobie bliskie, że można przypuszczać, że stworzył je ten sam autor. Polichromia w Polnej ma też widoczne związki z polichromią w kaplicy cmentarnej w Moszczenicy oraz (pod względem tematycznym, kompozycyjnym) z polichromią kościoła w Binarowej.

### Organy
W kościele znajdują się 6-głosowe organy firmy Rieger-Jaegerndorf z roku 1905. Neoromański prospekt, stół gry wbudowany z lewej strony szafy. Konserwacje przeprowadzono ostatnio w 2017 i 2019.
| Manuł            | Pedał          |
| ---------------- | -------------- |
| 1. Principal 8'  | 1. Subbass 16' |
| 2. Salicional 8' |                |
| 3. Gedeckt 8'    |                |
| 4. Octave 4'     |                |
| 5. Dolce 4'      |                |

## Dzwony
Zawiła jest historia dzwonów kościoła. Pierwsza wzmianka to wizytacje z XVII w., które podają, że przy kościele znajduje się dzwonnica z dwoma dzwonami. Inwentarz Tomkowicza (z 1900) podaje, że kościół posiada dwa stare dzwony bez napisów. Z kolei wizytacja parafii z 1904 r. podaje, że przy kościele parafialnym znajdują się dwa nowe dzwony, sprawione dla uczczenia zmarłego papieża Leona XIII (zmarł 1903).  
Obecnie obok kościoła stoi murowana trójprzelotowa dzwonnica parawanowa z XIX w. wybudowana w 1901 r. Od roku 1969 znajdują się w tej dzwonnicy trzy (nowe) dzwony wykonane w firmie Jana Felczyńskiego w Przemyślu otrzymując imiona: Maryja nazwany z okazji nawiedzenia parafii przez Matkę Bożą Jasnogórską oraz Maryja Wspomożycielka jest (drugorzędną) patronką parafii, św. Florian prawdopodobnie nazwany od imienia ówczesnego proboszcza parafii i św. Andrzej Apostoł nazwany od patrona kościoła i parafii. Poprzednie dzwony zrabowali Niemcy podczas II wojny światowej. Na wieżyczce kościoła znajduje się sygnaturka.
|              | Imię                | Waga    | Ton uderzeniowy | Rok odlania | Odlewnia                                      |
| ------------ | ------------------- | ------- | --------------- | ----------- | --------------------------------------------- |
| Mały dzwon   | św. Andrzej Apostoł | ~210 kg | fis"            | 1969        | Odlewnia Dzwonów Jana Felczyńskiego, Przemyśl |
| Średni dzwon | św. Florian         | ~310 kg | d"              | 1969        | Odlewnia Dzwonów Jana Felczyńskiego, Przemyśl |
| Duży dzwon   | Maryja              | ~517 kg | b'              | 1969        | Odlewnia Dzwonów Jana Felczyńskiego, Przemyśl |

## Otoczenie
- Około 200 m od kościoła znajduje się cmentarz, który jest cmentarzem parafialnym[36].
- Z kościoła wiedzie plenerowa Droga Krzyżowa z kamiennych obelisków, prowadząca na jedno z największych wzniesień parafii. Poleńska Golgota ma zakończenie przy Krzyżu Jubileuszowym (2000)[37].
- Obok kościoła znajduje się obelisk z tablicą upamiętniającą byłego kapłana (wikariusza) tej parafii bł. ks. Jana Balickiego[38].
- Blisko kościoła znajduje się budynek plebanii, która została wybudowana 1910 r.[27]
- Przy budynku plebanii znajduje się spichlerz plebański z ok. XIX w.[39]

## Galeria

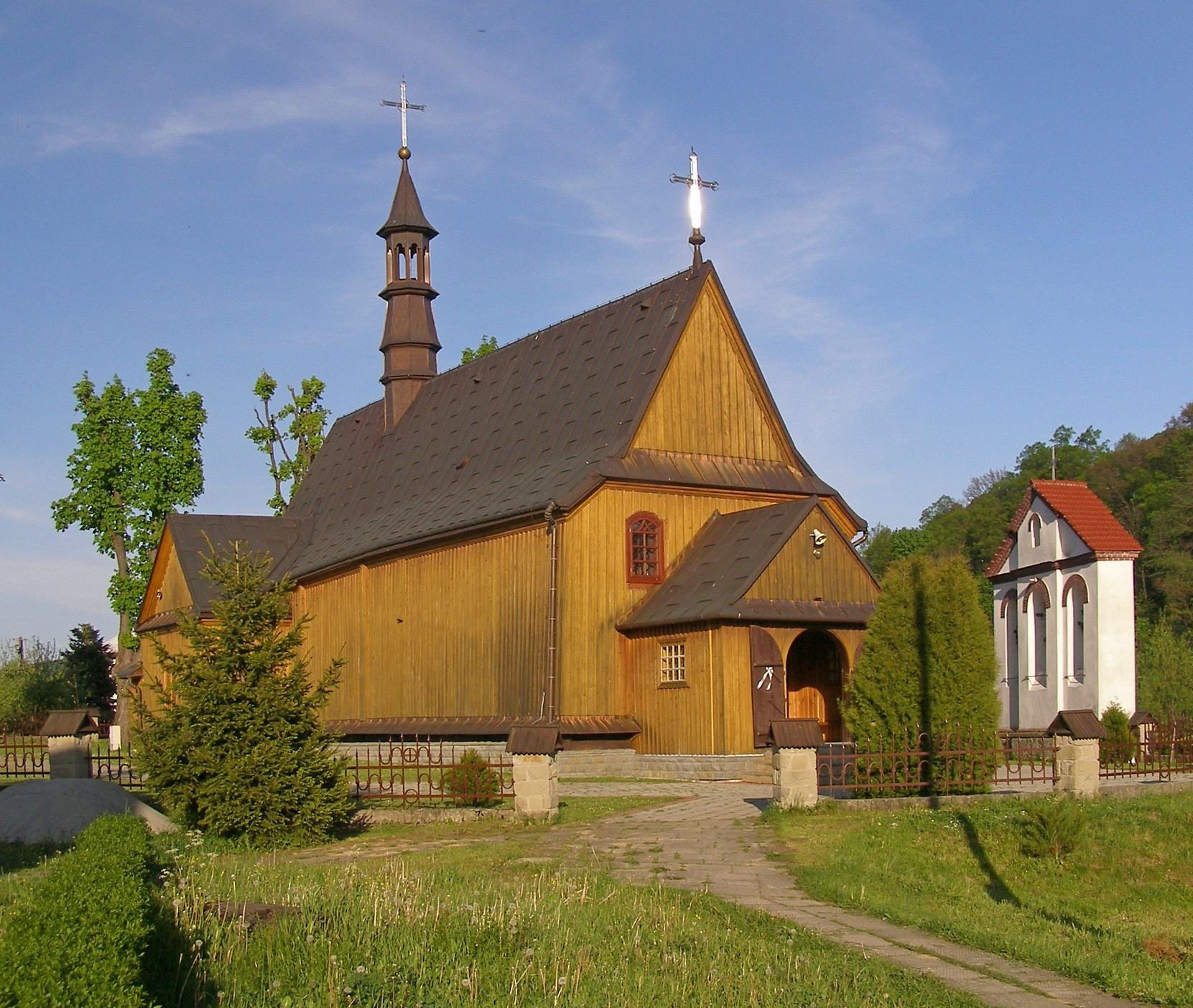
Widok od strony południowej
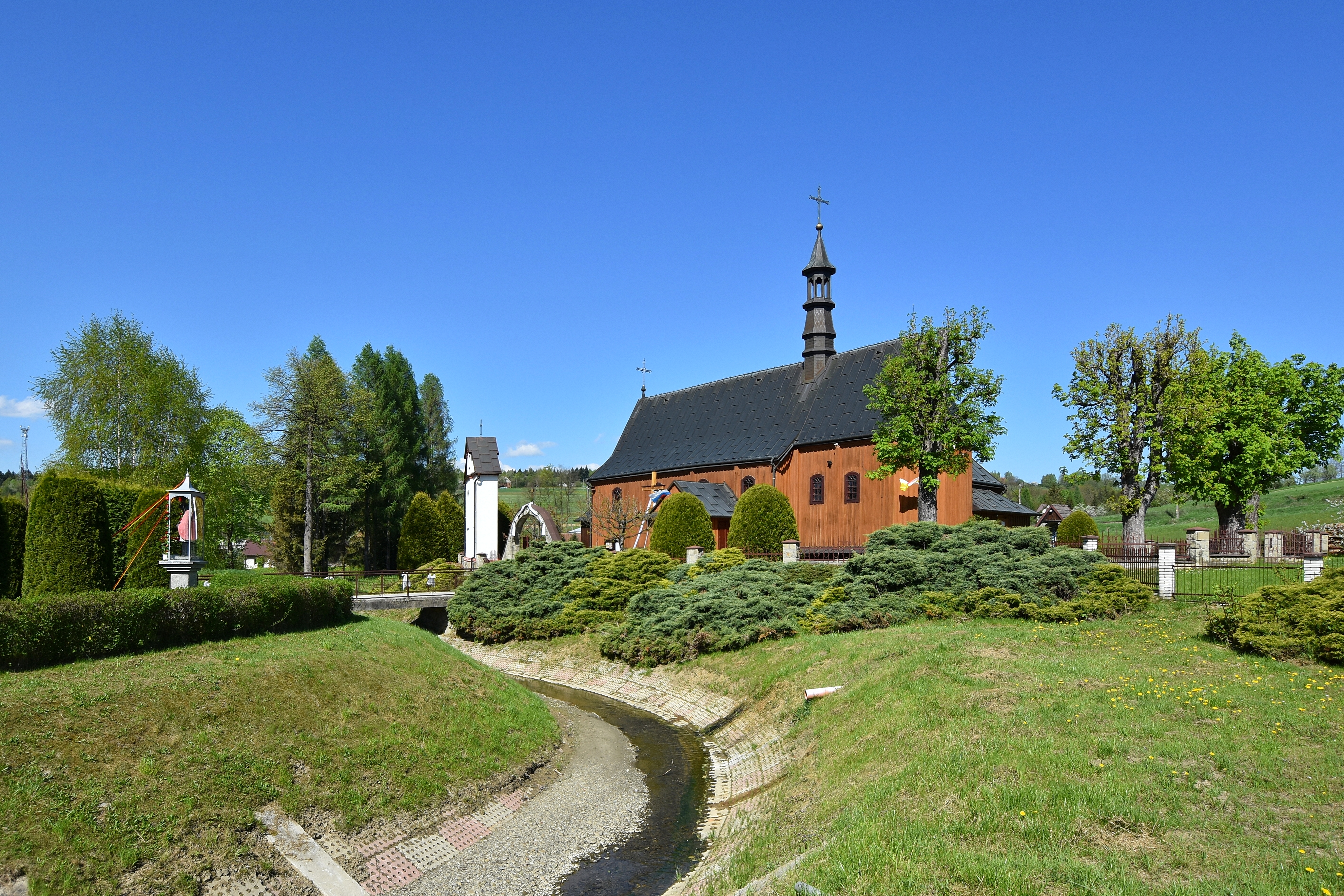
Kościół parafialny – XVI wiek
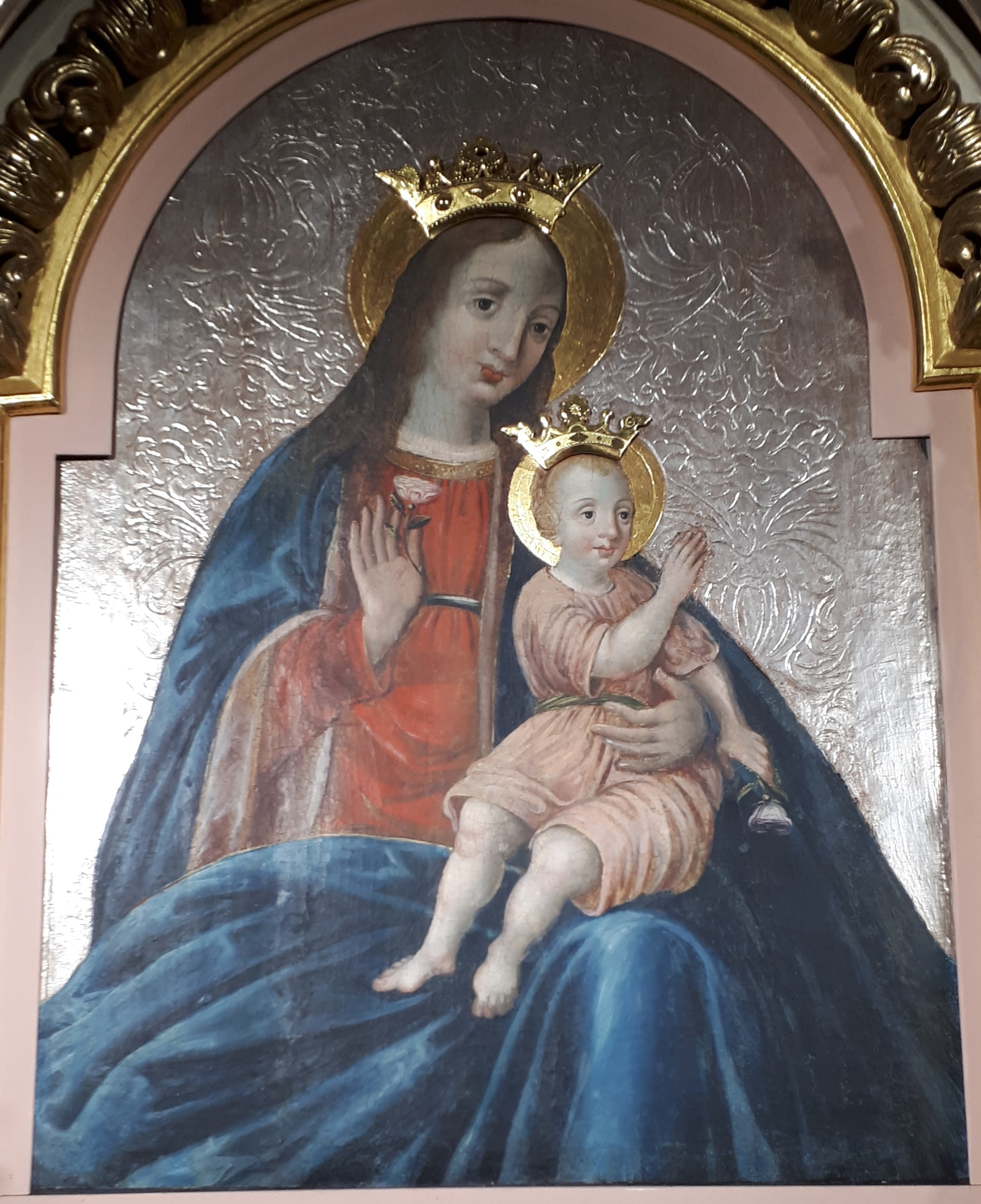
Obraz Matki Bożej Poleńskiej – Wspomożenia Wiernych (XVI w.)
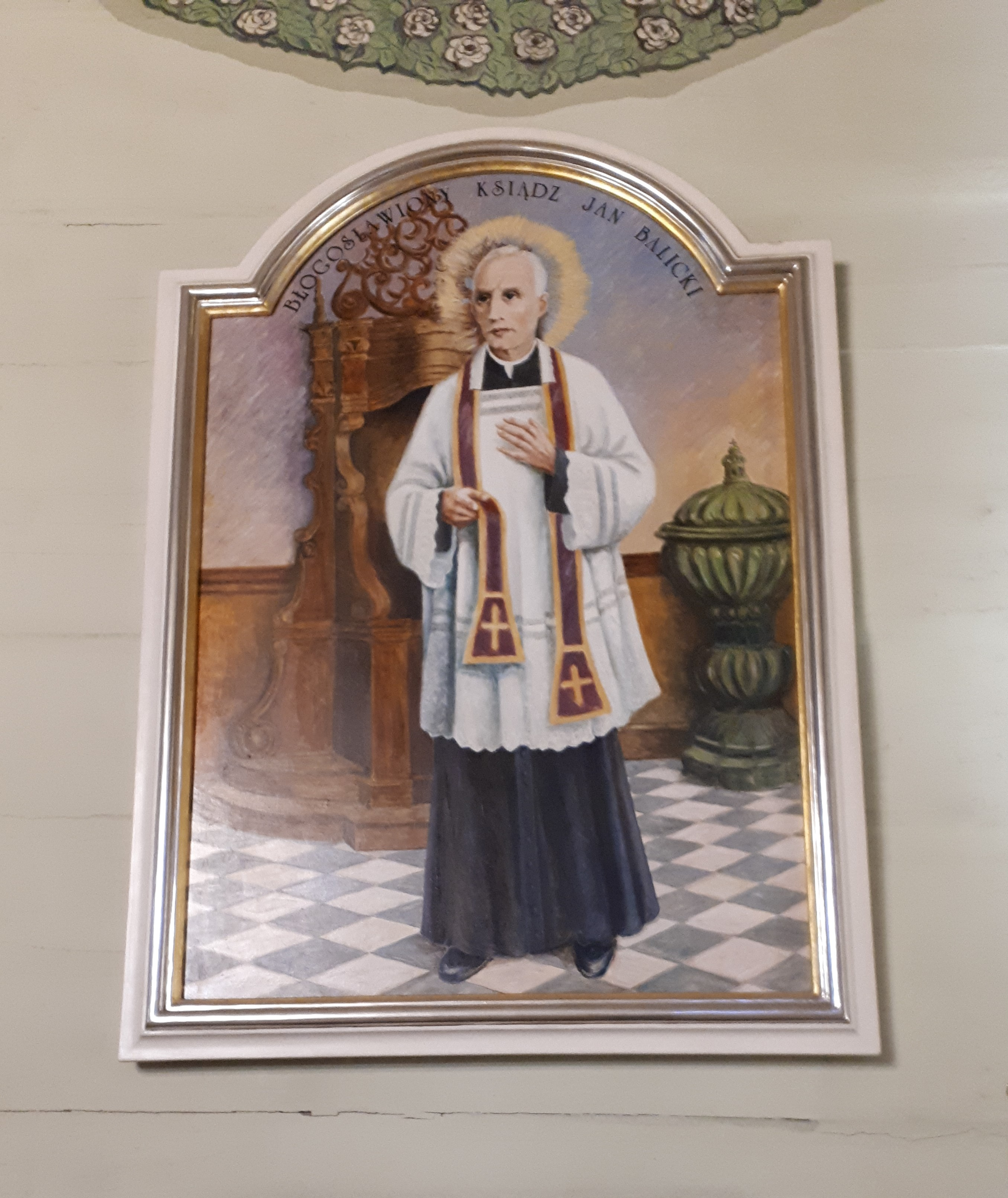
Obraz bł. ks. Jana Balickiego umieszczony w nawie kościoła
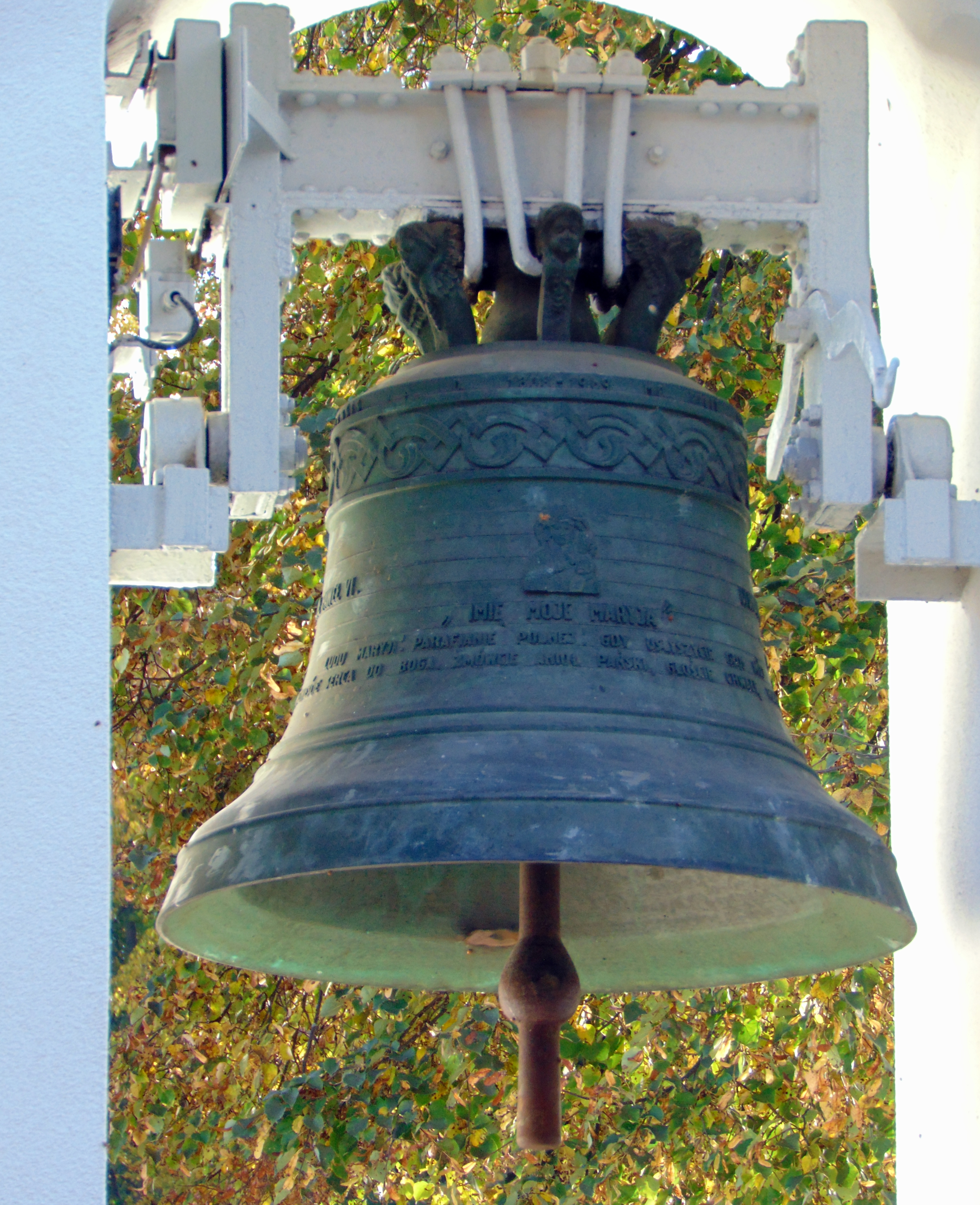
Dzwon Maryja (odlany w 1969) – największy z trzech dzwonów parafii
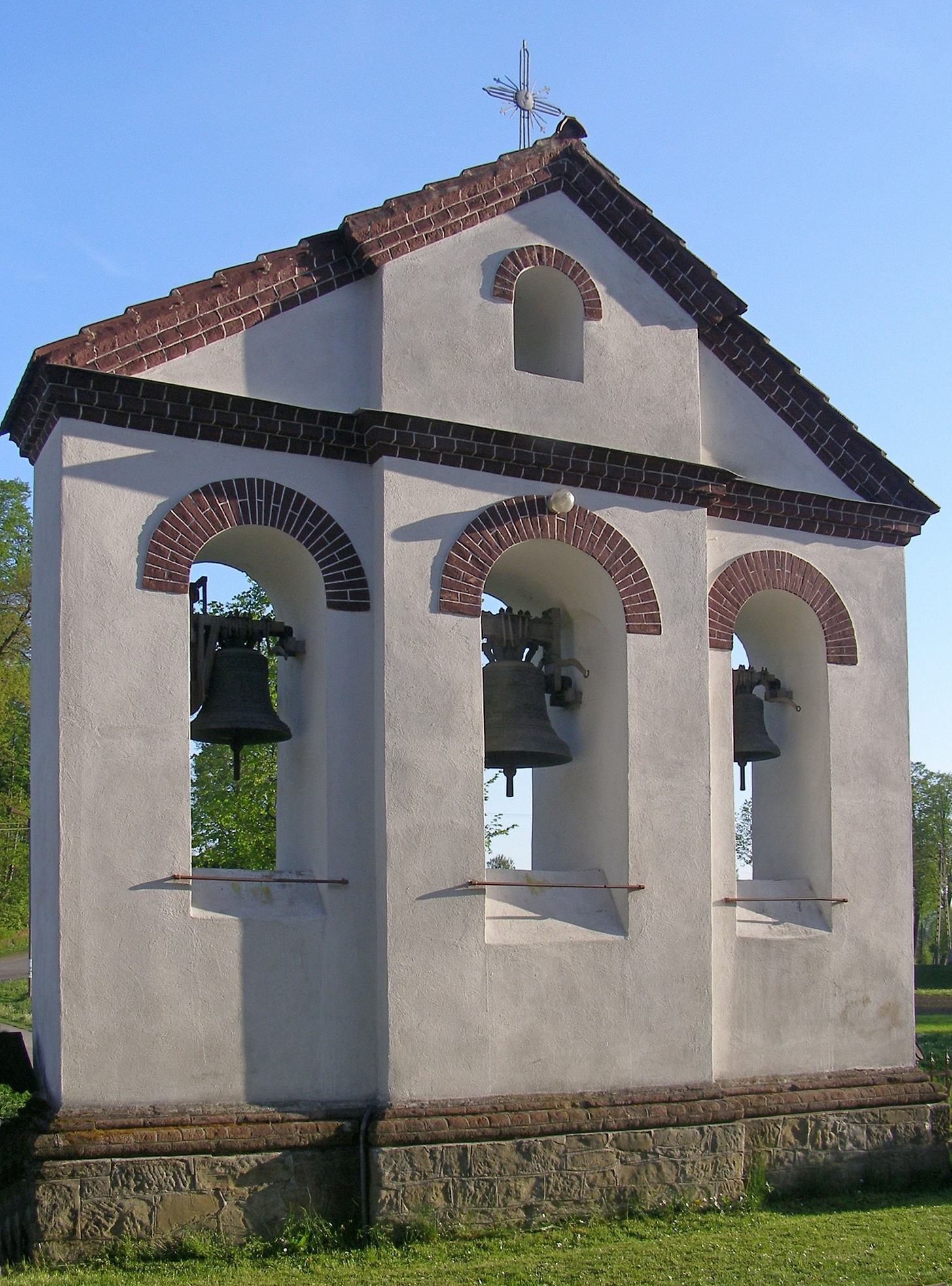
Dzwonnica z 1901 r. z dzwonami odlanymi w 1969 r.
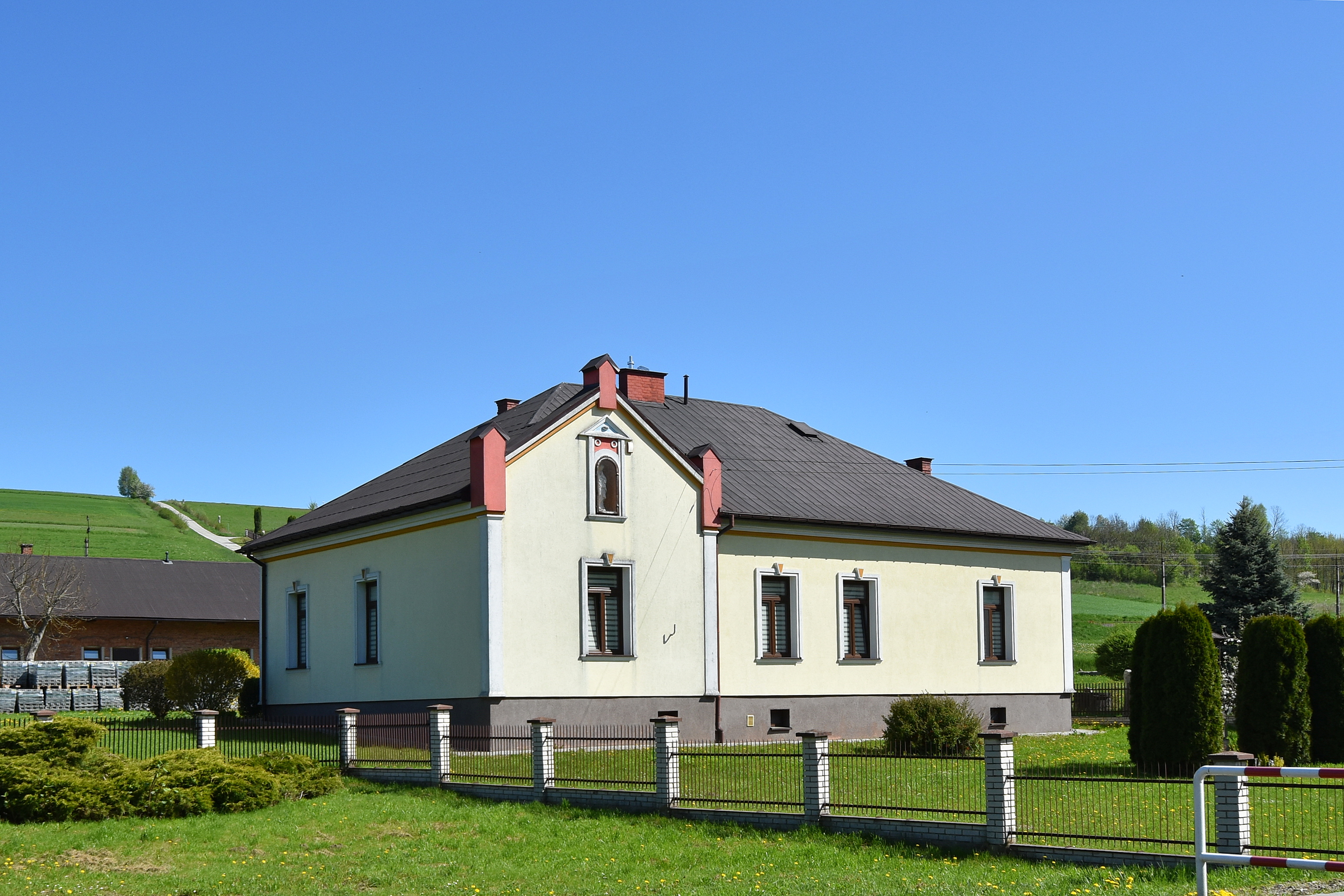
Plebania (1910 r.)